# Linfoma follicolare
Con il termine di linfoma follicolare si comprende un gruppo di forme tumorali (di caratteristiche non Hodgkin) a linfociti B maturi.

## Epidemiologia
Molto diffuso nei paesi industrializzati, negli USA comprende il 50% delle forme non Hodgkin, si manifesta principalmente in soggetti anziani.

## Diagnosi
Si osserva attraverso il microscopio ottico ed esame citogenetico, rivelando cellule che generalmente esprimono marker di superficie di linfociti B quali le proteine di superficie CD10 (60% dei casi), CD20, CD19, CD22, e CD79, ma non CD5, CD11c, o CD23;

## Sintomatologia
Solitamente asintomatico, può talvolta presentare la triade sintomatologica classica associata ai linfomi: febbre, sudorazione notturna e calo ponderale.
È inoltre possibile avvertire dolori addominali riconducibili ad epatosplenomegalia, segno maggiormente presente nelle fasi più avanzate.

## Eziologia
Si associa ad una mutazione genetica che causa overespressione di Bcl-2, (una molecola anti-apoptotica). Frequentemente si tratta di una traslocazione cromosomica t14;18 che avvicina il sito delle catene pesanti delle immunoglobuline al gene bcl-2. Questo fa sì che Bcl-2 goda dell'effetto dell'enhancer del gene per le catene pesanti delle Ig e venga dunque attivamente trascritto e tradotto. Bcl-2 non ha un effetto mitogeno, bensì antiapoptotico, ovvero di inibizione della apoptosi, la cosiddetta morte cellulare programmata. Questo si traduce in una aumentata longevità delle cellule che dunque sono maggiormente esposte al rischio di accumulare mutazioni, quelle sì, con effetto mitogeno.
Risulta positivo ai marker del centro germinativo Bcl-6 e CD10. Formato da cellule prevalentemente di aspetto centrocitico.
L'indice di proliferazione (un sistema che si utilizza in oncologia ) non è particolarmente elevato (questo giustifica l'andamento indolente), ma possono occorrere successive mutazioni che inducono trasformazione blastica (es: una mutazione che causi iperespressione di cMyc o di p53, una trasformazione blastica è il passaggio da una leucemia cronica ad una leucemia acuta ).

## Trattamento
Dopo la diagnosi, quando la malattia si presenta in poche sedi linfonodali (stadio I o IIA) alla valutazione con TAC, PET o altre indagini di radiologia e BOM, la radioterapia può essere una terapia adeguata.
Se invece la patologia è estesa (stadio IIIA e IVA), ma asintomatica e con ridotto carico di malattia, è possibile che, prima di una terapia attiva, il paziente sia solo mantenuto in osservazione clinica.
All'inizio, l'indicazione di una terapia è connessa alla presenza di sintomi legati alla malattia.
Per il trattamento del linfoma follicolare, le linee guida internazionali prevedono (dal 2010) l'utilizzo in prima linea di rituximab (anticorpo monoclonale anti-CD20 che colpisce questa molecola presente sulle cellule del linfoma) in associazione a chemioterapia (schemi CHOP, CVP o Bendamustina).
Altri trattamenti efficaci, da riservare però a casi più particolari, sono l'associazione Rituximab-chlorambucile o Rituximab non associato a chemioterapia”.
Per ridurre il rischio di recidiva della malattia, nei pazienti che ottengono una risposta alla terapia è possibile proseguire con somministrazioni di rituximab ogni 2 mesi per 2 anni (terapia di mantenimento).
Fatta eccezione per una patologia localizzata, curabile via irradiazione, la malattia è vista come incurabile, tuttavia le recenti terapie hanno cambiato sostanzialmente la storia naturale della malattia consentendo un'ottima sopravvivenza libera da malattia nella maggioranza dei casi.
Il trapianto di midollo può essere curativo, ma la mortalità nell'ambito di questa procedura è troppo alta per renderla un'opzione da utilizzare in prima linea. Solo una volta esaurite le opzioni di prima linea si procede quindi ad autotrapianto di cellule staminali e, in seconda battuta, a trapianto allogenico (da donatore).
Vi sono un gran numero di studi clinici recenti e attuali per questo tipo di linfoma.

## Prognosi
La sopravvivenza mediana è di circa 10 anni, ma la gamma è ampia, da meno di un anno a più di 20 anni. Alcuni pazienti possono non necessitare mai di trattamento. Il tasso di sopravvivenza globale a 5 anni è del 72-77%.